# 問註所政連
問註所 政連（もんちゅうじょ まさつら）は、安土桃山時代から江戸時代前期にかけての武将。豊後国の大友氏被官の国人衆である筑後十五城の一人問註所統景の嫡子。小早川氏や熊本藩主加藤氏に仕え、最終的に石高500石・客将待遇で柳河藩立花氏に仕えて物頭を勤めた。柳河藩再仕官時の所属は組外、後に六組（大組）の一つ矢島采女組。

## 生涯
小早川氏の家臣となっていた父統景が朝鮮出兵中に朝鮮半島にて戦死すると幼少故に流浪する。慶長3年（1598年）に柳河藩に入り、母の従兄弟にあたる立花宗茂に仕官し、翌慶長4年（1599年）には高1000石を拝領した。
慶長5年（1600年）の関ヶ原の戦いでは宗茂に御供して大津城攻めに参加し、後に感状を貰う。しかし、宗茂の属する西軍が徳川家康率いる東軍に敗れたために宗茂は改易となり、その家臣である政連の1000石も没収となる。
その後、加藤清正の招きに応じた宗茂に同伴して肥後国に入る。慶長7年（1602年）に宗茂が肥後を立つがこれに同行せずにそのまま清正に仕官した。元和7年（1621年）に肥後から柳河に戻って再封された宗茂に客分待遇で仕官した。ただし、柳河藩自体が13万2000石から10万9000石に縮小していたこともあり、500石での仕官であった。また、これとは別に部屋住みの長男の康辰（小兵衛）に150石拝領されている。
寛永14年（1637年）に病死すると、家督は康辰が相続し、石高500石は康辰と分家して町野氏を称した次男の茂成に分割相続された。